# Jon Tenney
Jonathan Frederick "Jon" Tenney (Princeton, 16 de diciembre de 1961) es un actor estadounidense.

## Biografía
Se graduó de la Universidad de Vassar College, en Nueva York. En 1994 se casó con la actriz Teri Hatcher, con quien tuvo su única hija, Emerson Rose. El matrimonio duró hasta 2003, en que se divorciaron.
Fue el agente especial del FBI Fritz Howard, esposo de Brenda Leigh Johnson en la serie The Closer. Actualmente representa al agente de la policía Fritz Howard en la serie Major Crimes.

## Filmografía

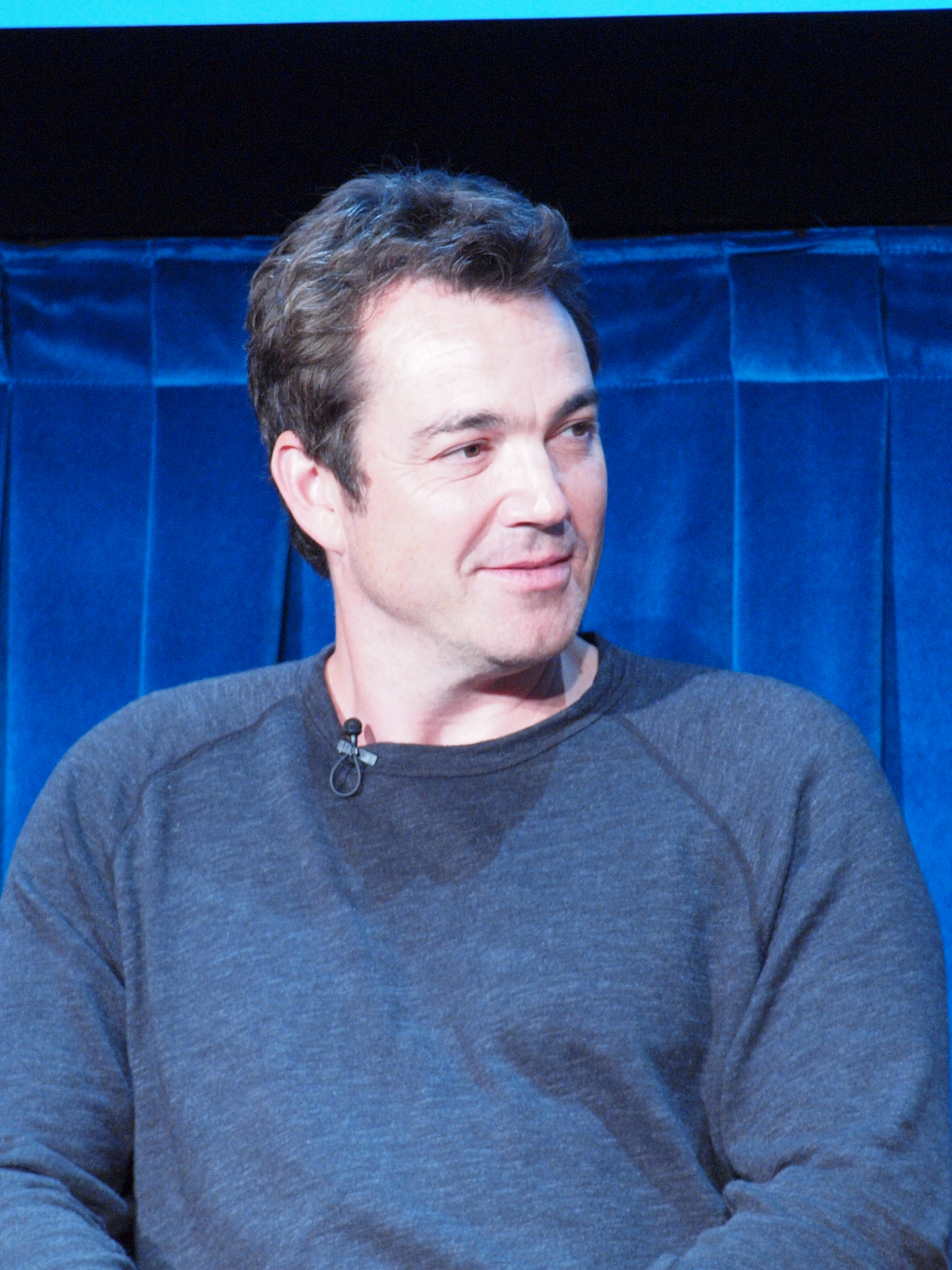
Jon Tenney en 2011.

- 1987: Nasty Hero (serie de televisión).
- 1988: Dirty Dozen: The Series (serie de televisión).
- 1988: Alone in the Neon Jungle (serie de televisión).
- 1989: Murphy Brown (serie de televisión).
- 1990: Equal Justice (serie de televisión).
- 1990: Night Visions (serie de televisión).
- 1991: La lista negra de Irwin Winkler
- 1991: Daughters of Privilege (película de televisión)
- 1993: Crime & Punishment (película de televisión).
- 1993: Watch It
- 1993: Cuentos de la cripta (película de televisión).
- 1993: Tombstone de George Pan Cosmatos
- 1994: Lassie: Des amis pour la vie ou Les nouvelles aventures de Lassie de Daniel Petrie
- 1994: Le Flic de Beverly Hills 3 de John Landis
- 1995: Loïs et Clark: les nouvelles aventures de Superman: Ching de Krypton (2 episodios).
- 1996: L'Anneau de Cassandra
- 1997: Sólo los tontos se enamoran de Andy Tennant, como Jeff.
- 1999: La Familia Green (película de televisión).
- 2000: Puedes contar conmigo de Kenneth Lonergan
- 2001: Kristin, como Tommy Ballantine.
- 2001: Will & Grace (serie de televisión), como Paul Truman.
- 2002: Le Coup de Vénus
- 2004: The District (serie de televisión), como Dan Lustig.
- 2004: Sin rastro (serie de televisión), como el Sr. Benjamin Palmer.
- 2004: The Division (serie de televisión), como Hank Riley.
- 2004: CSI: Crime Scene Investigation (serie de televisión), como Charlie Macklin.
- 2004: Joint Custody (serie de televisión), como Henry.
- 2005: Masters of Horror (serie de televisión), como David Murch.
- 2005: Looking for Comedy in the Muslim World, como Mark.
- 2005–2012: The Closer (serie de televisión), como Fritz Howard.
- 2009: American Dad! (serie de televisión), como el padre Carrington.
- 2009: Asesino en casa o The Stepfather, como Jay.
- 2009–2010: Hermanos, la familia es todo (serie de televisión), como el Dr. Simon Craig.
- 2010: Legión de ángeles, como Howard Anderson.
- 2010: El laberinto, como Rick.
- 2010: Radio Free Albemuth, como el primer agente del FBI.
- 2011: Linterna Verde, como Martin Jordan.
- 2011: Rabbit Hole, de John Cameron Mitchell
- 2011: A Year in Mooring, como el divorciado.
- 2012: The Newsroom (serie de televisión), como Wade Campbell.
- 2012–2015: Major Crimes (serie de televisión), como Fritz Howard.
- 2013: As Cool as I Am, como Bob.
- 2013: King and Maxwell (serie de televisión), como Sean King.
- 2014: Lo mejor de mí, como Harvey Collier.
- 2014: Scandal (temporada 3, 8 episodios), como gobernador y después vicepresidente Andrew Nichols.
- 2015: Hand of God (serie de televisión), como Nick Tramble.
- 2015: Love the Coopers
- 2018: The Seagull como el doctor Dorn
- 2019: Te veo, como el detective Harper
- 2022: El abogado del Lincoln (serie de televisión), como Mickey Haller Sr